# Massaria conspurcata
Massaria conspurcata är en svampart som tillhör divisionen sporsäcksvampar, och som först beskrevs av Carl (Karl) Friedrich Wilhelm Wallroth, och fick sitt nu gällande namn av Pier Andrea Saccardo. Massaria conspurcata ingår i släktet Massaria, och familjen Massariaceae. Arten är reproducerande i Sverige.